# 楊和鳴
楊和鳴，字笙友，福建侯官縣（今屬福州市）人。清朝官員。

## 生平
道光十八年（1838年）戊戌科進士。選翰林院庶吉士，散館改主事。官至江蘇候補道。